# 179-я бомбардировочная авиационная дивизия
179-я бомбардировочная авиационная дивизия  (179-я бад) — соединение Военно-Воздушных сил (ВВС) Вооружённых Сил РККА бомбардировочной авиации, принимавшее участие в боевых действиях Советско-японской войны, после войны вошедшее в состав Тихоокеанского флота СССР.

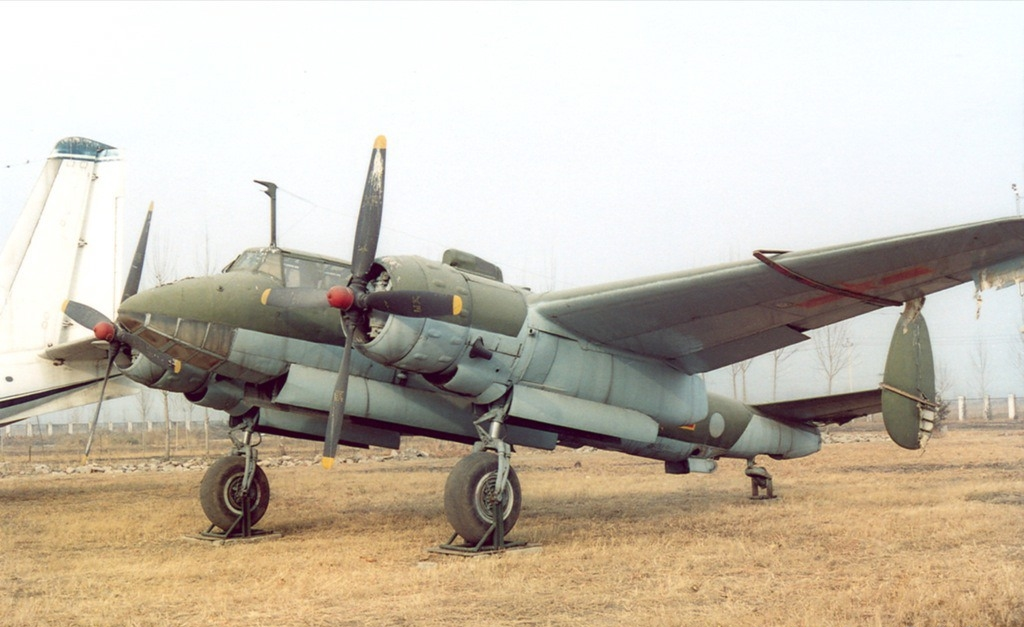
Пикирующий бомбардировщик Ту-2 стоял на вооружении дивизии во время войны с Японией.

## История наименований дивизии
- 179-я бомбардировочная авиационная дивизия (01.04.1945 г.)[1];
- 194-я бомбардировочная авиационная дивизия (20.02.1949 г.)[2];
- 589-я минно-торпедная авиационная дивизия (15.09.1950 г.)[2];
- 130-я минно-торпедная авиационная дивизия (03.04.1955 г.)[2];
- Войсковая часть (Полевая почта) 93941[2].

## История и боевой путь дивизии

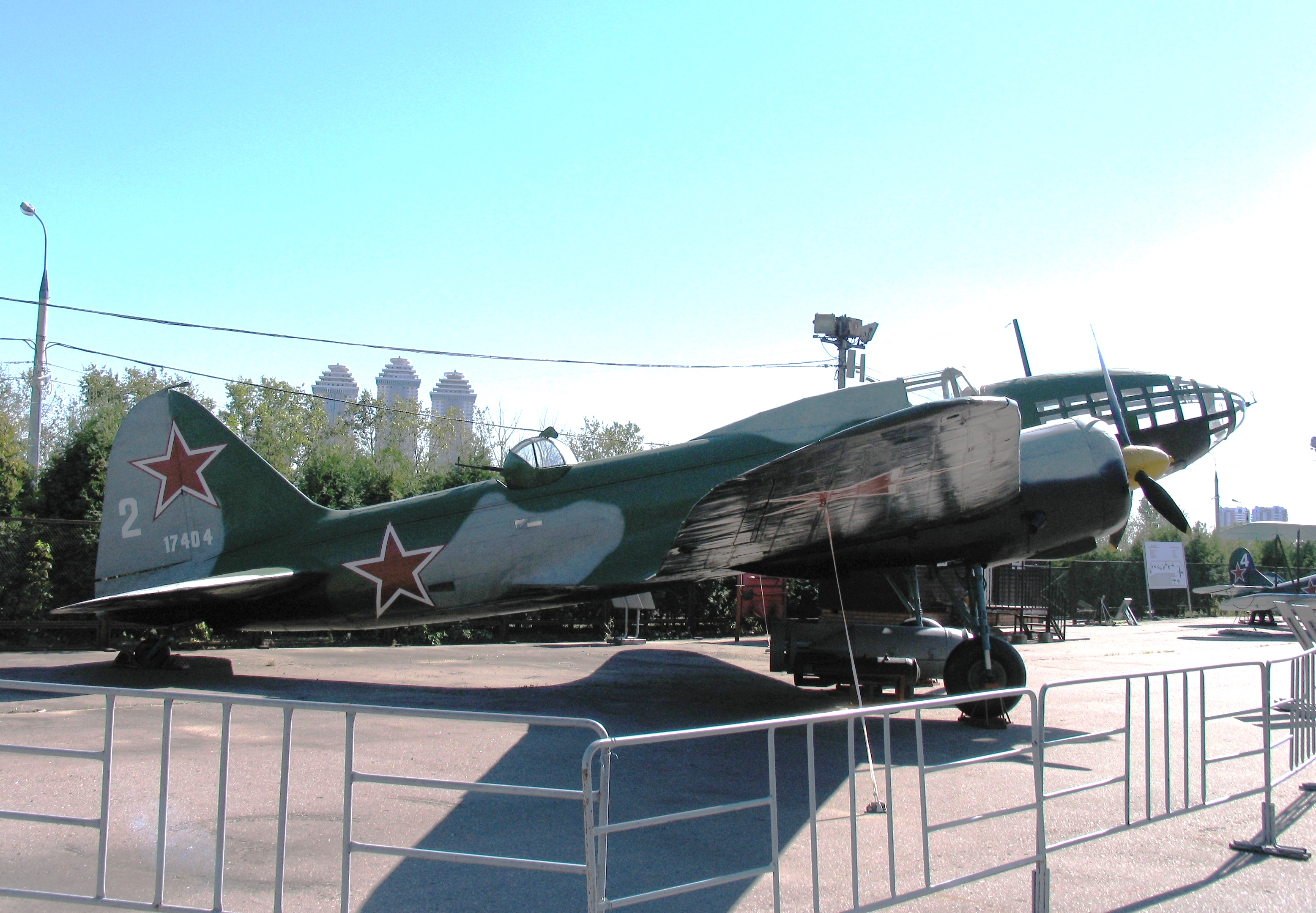
После 1950 года некоторые полки получили Ил-4 взамен устаревших Ту-2.

Дивизия формировалась в составе 7-го бомбардировочного авиационного корпуса Авиация Резерва Верховного Главного Командования за счёт полков, прибывших с запада страны. Все эти полки были в короткие сроки переучены с самолётов А-20 Бостон (Douglas A-20 Havoc) на бомбардировщик Ту-2. В состав дивизии входили:
- - 10-й гвардейский бомбардировочный авиационный Киевский Краснознамённый ордена Суворова полк (Ту-2);
  - 114-й гвардейский бомбардировочный авиационный Киркенесский Краснознамённый полк (Ту-2);
  - 860-й бомбардировочный авиационный полк (Ту-2).

В июле 1945 года дивизия вместе с корпусом вошли в состав 12-й воздушной армии Забайкальского фронта. В составе 7-го бомбардировочного авиационного корпуса 12-й воздушной армии Забайкальского фронта дивизия участвовала в Хингано-Мукденской наступательной операции, нанося удары по войскам и объектам японских войск в районе городов Чанчунь и Харбин. Всего дивизия выполнила 164 успешных боевых вылетов, не имея при этом боевых и небоевых потерь.
За боевые заслуги в боях с японцами на Дальнем Востоке 20 сентября 1945 года на основании приказа Верховного Главнокомандующего № 372 от 23 августа 1945 года дивизии объявлена благодарность.
После окончания Советско-японской войны дивизия в составе корпуса базировалась на территории Китая, обеспечивая безопасность воздушных границ Дальнего Востока. Оперативно корпус подчинялся группировке советских войск в Китае, состоящих из 39-й армии. Дивизия базировалась на севере Ляодунского полуострова в Цзиньчжоу (Далянь, Ляонин, Китай), действуя в интересах базирующейся здесь 19-й гвардейской стрелковой дивизии 5-го гвардейского стрелкового корпуса 39-й армии.
В феврале 1949 года произошло массовое переименование авиационных частей, соединений и объединений. 7-й бомбардировочный авиационный корпус был переформирован в 83-й смешанный авиационный корпус, входившая в её состав 179-я бомбардировочная авиационная дивизия стала именоваться 194-я бомбардировочная авиационная дивизия.
В декабре 1949 и феврале 1950 годов на советско-китайских переговорах в Москве было достигнуто соглашение обучить «кадры китайского морского флота» в Порт-Артуре с последующей передачей части советских кораблей Китаю, подготовить план десантной операции на Тайвань в советском Генеральном штабе и направить в КНР группировку войск ПВО и необходимое количество советских военных советников и специалистов. В соответствии с договорённостями, достигнутыми на советско-китайских переговорах в Москве авиационная корпус претерпел изменения. В сентябре 1950 года 194-я бомбардировочная авиационная дивизия переподчинена авиации Тихоокеанского флота с базированием на прежнем месте и стала именоваться 589-я минно-торпедная авиационная дивизия, полки дивизии также поменяли наименование и нумерацию:
- 10-й гвардейский бомбардировочный авиационный Киевский Краснознамённый ордена Суворова полк — 1534-й гвардейский минно-торпедный авиационный Киевский Краснознамённый ордена Суворова полк,
- 114-й гвардейский бомбардировочный авиационный Киркенесский Краснознамённый полк — 1535-й гвардейский минно-торпедный авиационный Киркенесский Краснознамённый полк,
- 860-й бомбардировочный авиационный полк — 1540-й минно-торпедный авиационный полк.

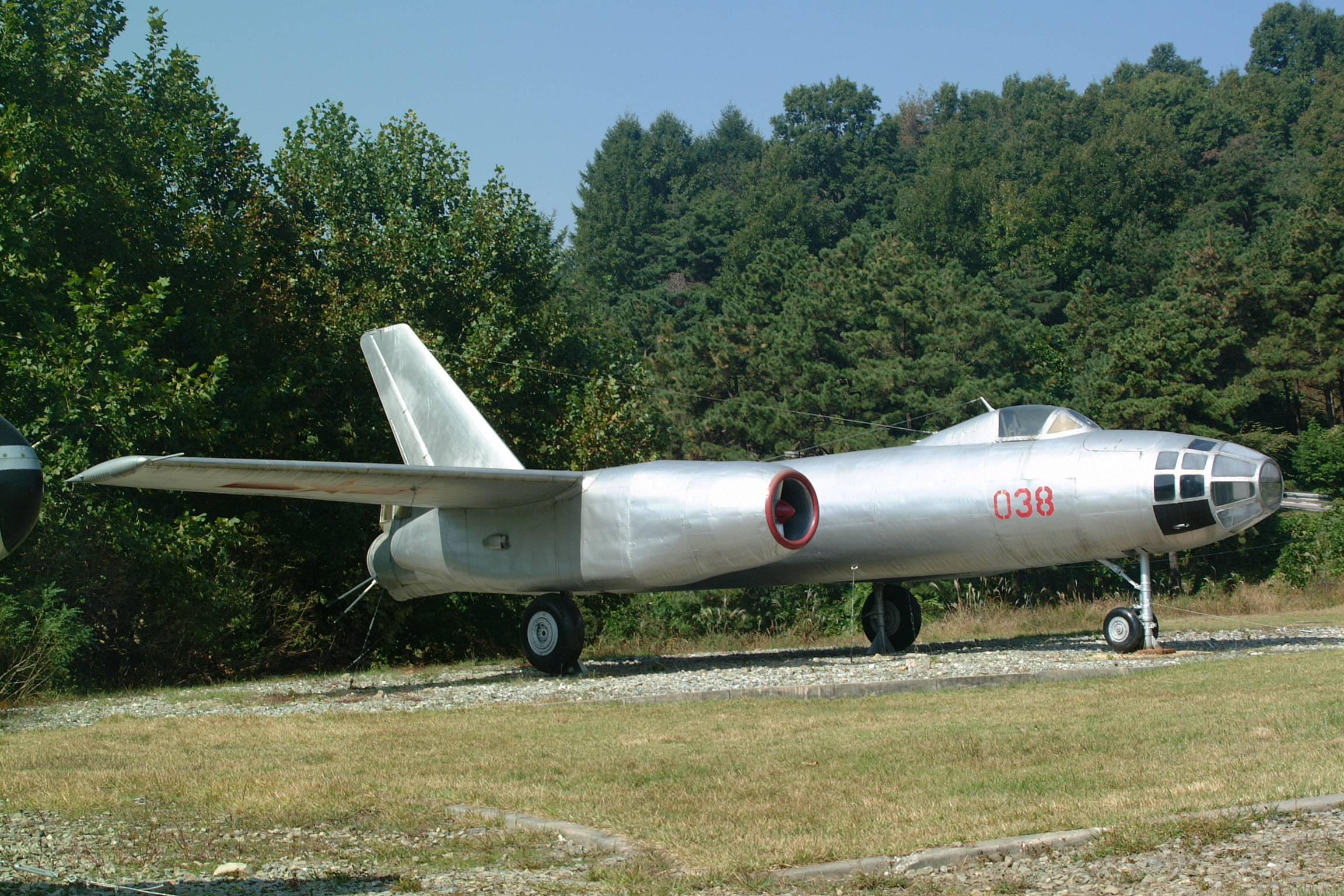
Самолёт Ил-28 поступил на вооружение полков дивизии в 1953 году.

В декабре 1950 года 1535-й гвардейский минно-торпедный авиационный Киркенесский Краснознамённый полк передан в 3-ю минно-торпедную авиационную Рананскую дважды Краснознамённую дивизию имени Н. А. Острякова. Взамен дивизия получила 36-й минно-торпедный Краснознамённый авиационный полк из состава 18-й смешанной авиационной дивизии.
30 апреля 1955 года дивизия переименована в 130-ю минно-торпедную авиационную дивизию, 1534-й гвардейский минно-торпедный авиационный Киевский Краснознамённый ордена Суворова полк — в 924-й гвардейский минно-торпедный авиационный Киевский Краснознамённый ордена Суворова полк, 1540-й минно-торпедный авиационный полк — в 929-й минно-торпедный авиационный полк.
25 мая 1955 года дивизия передала 924-й гвардейский минно-торпедный авиационный полк и 36-й минно-торпедный Краснознамённый авиационный полк, а взамен получила в свой состав 926-й гвардейский минно-торпедный авиационный полк (бывший 1535-й гвардейский минно-торпедный авиационный полк.
В 1955 году боевой состав дивизии представлял собой два полка, вооружённых самолётами Ил-28:
- управление дивизии (Романовка,
- 926-й гвардейский минно-торпедный Киркенесский Краснознамённый авиационный полк (Пристань, Приморский край);
- 929-й минно-торпедный авиационный полк (Майхе (Штыково, Приморский край).

1 апреля 1958 года дивизия расформирована.

## Командир дивизии
- генерал-майор авиации Дубошин Алексей Михайлович[1], 26.04.1945 — 08.1947
- полковник Кожемякин Александр Владимирович, июль 1947 — 02.09.1948
- генерал-майор авиации Гуляев Сергей Арсентьевич[7], май 1951 г. — октябрь 1956 г.